# Westland Wapiti
O Westland Wapiti foi uma aeronave britânica multi-funções, desenvolvida durante os anos 20. Foi criada pela Westland Aircraft para substituir o Airco DH.9 na Real Força Aérea.